# Benz Bz.II
Il Benz Bz.II era un motore aeronautico a 6 cilindri in linea raffreddato ad acqua sviluppato dall'azienda tedesco imperiale Benz Flugmotoren, divisione aeronautica della Benz & Cie, negli anni dieci del XX secolo e destinato ad equipaggiare velivoli da combattimento.

## Storia
Nel 1914, le esigenze belliche dovute allo scoppio della prima guerra mondiale crearono l'esigenza di sviluppare nuovi motori aeronautici per equipaggiare i velivoli da combattimento che sarebbero stati impiegati nel conflitto. L'Idflieg emise in tal senso una categorizzazione che assegnava la designazione in numeri romani in base alla fascia di potenza e richiedendo alle aziende meccaniche di fornire nuovi modelli che sarebbero poi stati impiegati nelle varie classi di velivoli. Il Gruppe II era quello assegnato ai motori nella fascia di potenza tra i 101 ed i 149 cavalli vapore (PS).
La Benz sviluppò già nel 1913 il suo Bz.II caratterizzato dalla cilindrata di 10,2 L ed in grado di sviluppare una potenza nominale pari a 120 PS (88,26 kW), 115 PS (84,58 kW) al livello del mare, a 1 400 giri al minuto.

## Velivoli utilizzatori
Germania
- Albatros B.II
- Albatros W.5
- Hansa-Brandenburg B.I
- LVG B.I

 Russia
- Lebed XI